# Хатеф Есфахани
Сајед Ахмад Хатеф Есфахани (перс. سید احمد هاتف اصفهانی‎‎) познати је ирански песник 18. века.

## Биографија
Рођен је у Исфахану (Есфахану), централној покрајни Ирана, а највероватније и да је тамо умро 1783. године (неки документи указују на то да је умро 1777. године). Хатефов датум рођења је непознат. Био је савременик барем седам владара Ирана, а то су Шах Рукх из Персије (владао 1748-1796), Карим Кан Занд (1760-1779), Аболфат Кан, Мохамад Али Кан, Садик Кан Занд и Али Мурад Кан (сви из династије Занд која је владала 1779—1785. године), и Ага Мохамад Кан, оснивач династије Каџар (владао 1781-1797). Студирао је математику, медицину, филозофију, књужевност и стране језике (турски и арапски). Имао је сина и ћерку. Његова ћерка, по имену Бејгом, била је удата за песника Мирзу Али Акбара Назирија.

## Песме
Хатеф је био експерт у писању газала (лирске оде). Газал је песма сложене структуре и која је узвишена лирским или рапсодичним расположењем и везан је за неку од утврђених тема. Друга линије његове професије била је у писању тарџи-банд песама. Када се понавља везни стих тада се песма зове тарџи-банд (буквално: повратна веза). Али када се везни стих разликује, песма се зове таркиб-банд (буквално: комбинован-веза). Такође је био вешт у писању касида (класична поезија), елегија (сугнаме), рубија (катрен) и фрагмената (кита'ат). Али његова репутација лежи у његовим одличним песмама мистичне природе. 
Хатеф се сматра једним од најбољих иранских мистичних песника који је научио многе људе о вишим аспектима људског постојања и о путу душе. Хатефове песме су лаке, јасне и памтљиве, без двосмислености. Угледао се на Садија и Хафеза, поготово у писању својих ода. Због својих одличних ода, Хатеф је такође веома познат у многим деловима Европе, а посебно у Италији.
Писао је тарџи-банд који га је прославио. То је можда једна од најбољих песама у персијској мистичкој поезији. Хатеф је ишао у заратустрински храм, у цркву, али и у кафану, и свуда је открио да су људи обожавали истога Једног Бога. У таквој песми, део који се бави хришћанством је покушај да се објасни мистерија Тројице, светог Тројства. Опис дискурса са лепом девојком у цркви вероватно открива утицај Јермена у Ирану од времена Шаха Абаса из династије Сафавида па надаље. (Шах Абас је владао Ираном од 1588. до 1629. године). 
Хатеф је такође написао три оде на арапском. У његове две оде, инспирисан је био песмама које су приписали Урви ибн Хазаму Узрију, Џамилу ибн Узрију и Умар ибн Аби Рабији. У трећој оди, која је еулогија поводом смрти Мухамеда, инспирисан је песмама које су компоновали Фалера и Бурсири. Хатефова поетска антологија (на персијском: Диван-е-Хатеф-е-Есфахани) први пут је издата и објављена у Техерану 1953. године захваљујући труду песника и научника Хасана Вахида Дастгердија (Дастџерди), оснивача књижевног часописа Поклон (на персијском: Армагхан ).